# 3310 Patsy
3310 Patsy è un asteroide della fascia principale. Scoperto nel 1931, presenta un'orbita caratterizzata da un semiasse maggiore pari a 3,0092221 UA e da un'eccentricità di 0,0555617, inclinata di 11,10057° rispetto all'eclittica.